# A72 (Groot-Brittannië)
De A72 is een 103 km lange hoofdverkeersweg in Schotland.
De weg verbindt Hamilton met Galashiels.

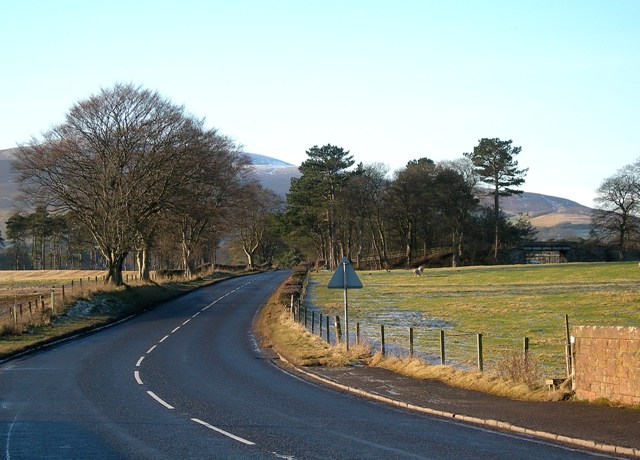
De A72 bij Wolfclyde tussen Symington en Biggar